# 杨家满族乡
杨家满族乡是中华人民共和国辽宁省大連市瓦房店市下辖的一个民族乡。

## 行政区划
杨家满族乡下辖以下村级行政区划单位：
杨家村、岚崮河村、佟山村、台前村、台后村、双沙村、黄旗村、新农村、二龙山村、老平顶村和傅家村。